# Kungsängen-Västra Ryds distrikt
Kungsängen-Västra Ryds distrikt är ett distrikt i Upplands-Bro kommun och Stockholms län. 
Distriktet ligger i och omkring Kungsängen.

## Tidigare administrativ tillhörighet
Distriktet inrättades 2016 och utgörs av socknarna Stockholms-Näs och Västra Ryd i Upplands-Bro kommun.
Området motsvarar den omfattning Kungsängen-Västra Ryds församling hade vid årsskiftet 1999/2000 och som den fick 1998 när socknarnas församlingar gick samman.